# Asociación de Escritores Regionalistas Castellanos
Asociación de Escritores Regionalistas Castellanos fue una entidad fundada en mayo de 1936.
Esta asociación fue animadora del proceso autonomista de Castilla y León en 1936 y estaba abierta a crear una única autonomía con Castilla la Nueva, como se desprende de la estructura de su Junta Directiva.
En mayo de 1936, su sede estaba en la calle Don Felipe 10 3º, de Madrid (Barrio de la Universidad). Su Junta Directiva estaba formada por Gregorio Fernández Díez (burgalés), presidente; Manuel de la Parra y de la Cruz, vicepresidente; Albino Sanz (segoviano), secretario; Nicomedes Sanz y Ruiz de la Peña (vallisoletano), vicesecretario; Carlos Alonso Sánchez (palentino), tesorero; Fausto González Hermosa (salmantino residente en Madrid), vocal representante de Castilla la Nueva; Felipe Las Heras (soriano), vocal representante de Castilla la Vieja; y José Antonio G. Santelices, vocal representante de León.
Gregorio Fernández Díez y Manuel de la Parra y de la Cruz habían coincidido en la revista Castilla industrial y agrícola en 1933.
Para la Asociación, la territorialidad de Castilla era la del Pacto Federal Castellano (1869), la del libro El Valor de Castilla (1926), la de la Casa de León y Castilla (1926), la de la Asociación Cultural "Amigos de las Castillas y León" en los años 80 del siglo XX, la de la Editorial castellanista Editorial Riodelaire o, también a finales del siglo XX, la de los tres libros de Juan Pablo Mañueco Martínez El nacionalismo: una última oportunidad para Castilla (1980), Las raíces de un pueblo. Aproximación al hecho nacional castellano (1982) y Castilla, este canto es tu canto (2014. 2 Vol.), la del libro Las Castillas y León. Teoría de una nación (1982), etc. 
En el mismo sentido que estos textos, el filósofo Pedro González García (zamorano), en 1906, afirmaba que las fronteras entre la Castilla primigenia y León eran "meros accidentes de limitación histórica"; y pocos años después, en 1914, el prohombre Andrés Pérez Cardenal (salmantino) obviaba el accidente de limitación histórica para titular su libro de excursiones por las sierras de Gredos, Béjar y Peña de Francia Alpinismo castellano. La procedencia de los equipos fundadores de la Federación Castellana de Fútbol (1932-1987) revelaba el reconocimiento, en gran medida, del mapa de Castilla de los autores citados y obras mencionadas por parte de los clubes.
Gregorio Fernández Díez, Carlos Alonso Sánchez y Fausto González Hermosa tuvieron que responder de sus actividades políticas ante las autoridades del régimen surgido del golpe de julio de 1936 y de la guerra civil. José Antonio González-Santelices fue asesinado en 1936.